# Günther Weyrich
Günther Weyrich (* 6. Juli 1898 in Ried am Riederberg; † 30. Mai 1998 in Freiburg im Breisgau) war ein österreichischer Gerichtsmediziner, SS-Obersturmführer und Hochschullehrer.

## Leben
Weyrich war der Sohn des Schuldirektors Otto Weyrich und dessen Ehefrau Emilie, geborene Bauseck. Am Ersten Weltkrieg nahm er als Soldat der k.u.k. Armee teil und befand sich nach Kriegsende in italienischer Kriegsgefangenschaft. Er absolvierte ein Medizinstudium und promovierte nach bestandenem Staatsexamen 1925 an der Universität Wien zum Dr. med. Danach absolvierte er seine Facharztausbildung zum Gerichtsmediziner am gerichtsmedizinischen Institut der Universität Graz. Er habilitierte sich und war ab 1933 an der Universität Graz zunächst als Privatdozent sowie ab 1936 außerordentlicher Professor tätig.
Nach dem Anschluss Österreichs beantragte er am 28. Mai 1938 die Aufnahme in die NSDAP und wurde rückwirkend zum 1. Mai aufgenommen (Mitgliedsnummer 6.351.864). Er trat auch zum 1. März 1938 der SS bei (SS-Nummer 304.524), wo er 1944 bis zum SS-Obersturmführer aufstieg. Zudem gehörte er dem NS-Dozentenbund an.
Während des Zweiten Weltkrieges war er von 1940 bis 1945 ordentlicher Professor und Direktor des Instituts für gerichtliche Medizin und Kriminalistik an der Deutschen Karls-Universität. Zusammen mit dem Pathologen Herwig Hamperl obduzierte er nach dem Attentat auf den stellvertretenden Reichsprotektor die Leiche Reinhard Heydrichs.
Nach Kriegsende befand er sich bis 1947 in amerikanischer Kriegsgefangenschaft und war danach als Pathologe in Klagenfurt tätig. Ab 1954 war er zunächst außerordentlicher und ab 1960 ordentlicher Professor sowie Direktor des Instituts für forensische Medizin an der Universität Freiburg. Weyrich wurde 1966 emeritiert.